# 艾格瓦特省
艾格瓦特省（阿拉伯語：ولاية الأغواط）是阿尔及利亚中部的一个省，省名意为“绿洲”，首府艾格瓦特。艾格瓦特省面積25,057平方公里。该省境內有棕榈树和牲畜，也有天然氣產業。

## 地理

### 位置和自然
拉古阿特省平均 海拔 海拔 750 米，是 撒哈拉地图集 山脉的一部分，部分山峰海拔超过 2,000 米。 例如，Djebel Amour 山脉的最高高度约为 2,200 米。
Laghouat距离阿尔及利亚首都阿尔及尔近400公里。
该地区的果园、建筑物和 清真寺 横跨广阔的 草原、山脉 和牧场。 该地区最大的支流是Chelif River和M'zi River，发源于Wadi Al-Tawil山脉。

该地区的特点是其牧区、农业和山区特征。 它还包含一个位于 Hassi R'mel 的工业区。

Oued M'zi

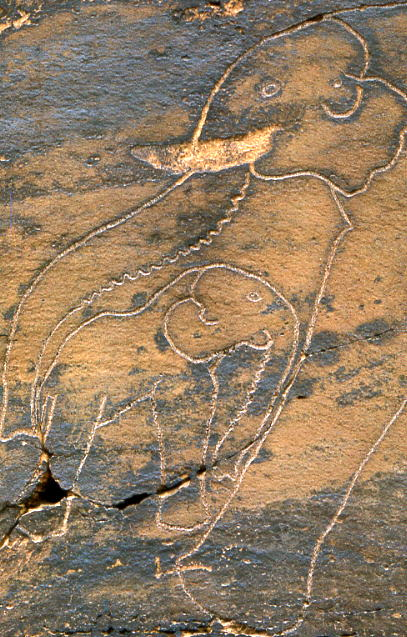
El Ghicha

## 历史
该省由绿洲和提亚雷特省于 1974 年创建。
1984 年 蓋爾達耶省 从 艾格瓦特省 领土中划出。

## 经济

### 交通
| 索引     | 号码 | 长度    |
| 国道     | 3    | 403公里 |
| 机场数量 | 2    |         |
| 铁路     | 1    | 50公里  |

拉古阿特省包含三个主要道路：
- 跨撒哈拉公路 (N1)：这条国际公路连接 阿尔及尔 和南部的 尼日利亚拉各斯。 它还将 艾格瓦特 市与北部的 杰勒法 和南部的 盖尔达耶 连接起来。

- 国道(23): 这条路连接艾格瓦特到提亚雷特和西部港口城市穆斯塔加奈姆。

- 国道（47）号：连接阿夫卢与西南的巴亚兹和Aïn Séfra。

33°48′N 2°53′E / 33.8°N 2.88°E